# Klučov u Českého Brodu

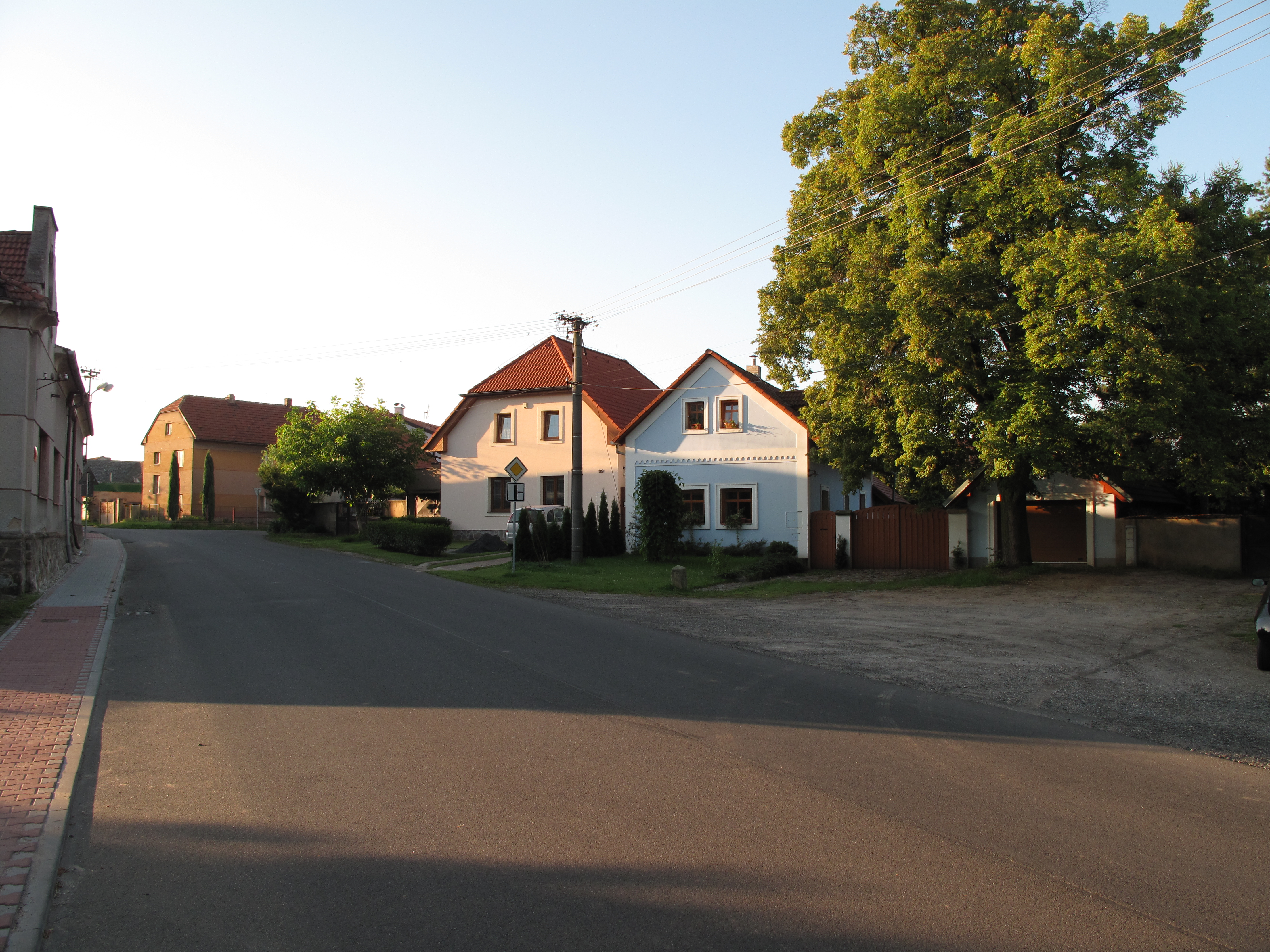
Klučov (2010)

Klučov (deutsch Klutschow, älter auch Klutehoff) ist eine Gemeinde in Tschechien. Sie liegt vier Kilometer nordöstlich von Český Brod und gehört zum Okres Kolín.

## Geographie
Klučov befindet sich am Übergang des Mittelböhmischen Berglandes zur Böhmischen Tafel am Flüsschen Šembera. Südöstlich erhebt sich die Kuppe Kouřimka (247 m), im Südwesten die Varhánky (242 m) und westlich der Zálužník (Kaunitzberg; 285 m). Durch Klučov führt die Eisenbahnstrecke von Prag nach Kolín.
Nachbarorte sind Chrást im Norden, Poříčany im Nordosten, Hořany im Osten, Žhery im Südosten, Lstiboř im Süden, Liblice und Český Brod im Südwesten, Štolmíř und Černíky im Westen sowie Kounice und Horky im Nordwesten.

## Geschichte
1250 wurde der Ort mit einer Wasserfestung der Herren von Klučov erstmals schriftlich erwähnt. 1323 gelangte er durch Heirat zeitweilig an die Hrabischitzer. 1418 verkauften die Herren von Klučov die Ländereien an Mikeš Divůček von Jemniště. Vier Jahre später folgte Wilhelm von Kaunitz, ein Anhänger des Königs Sigismund, der ab 1431 auf der Burg Kamýk seinen Sitz hatte. Nach dessen Tod ging Klučov durch mehrere Hände. 1510 erwarb Michal Slavata von Chlum auf Schwarzkosteletz die Güter. Dessen Witwe Eliška Pňovská von Sovinec schlug die Güter in Klučov 1534 der Herrschaft Schwarzkosteletz zu. Diviš Slavata von Chlum und Koschumberg kämpfte beim Ständeaufstand gegen die Habsburger und verlor 1547 durch Konfiskation seine Güter. 1558 verkaufte Ferdinand I. die Feste und das Dorf an Jaroslav Smiřický von Smiřice. 1622 wurde die nach der Schlacht am Weißen Berg konfiszierte Herrschaft an Karl von Liechtenstein verkauft. Die Liechtensteiner ließen das Schloss verfallen. 1661 wurde es als ruinös bezeichnet und später abgetragen.
1844 begann über die Felder des Dorfes der Bau der Eisenbahn von Prag nach Česká Třebová. Nach der Aufhebung der Patrimonialherrschaften bildete Klůčov ab 1850 eine Gemeinde im Bezirk Český Brod. Erst 1870 erhielt das Dorf eine Bahnstation. 1901 wurde die Šembera, die zuvor mehrfach die Felder überflutet hatte, reguliert. Nach dem Ersten Weltkrieg wurden die Liechtensteiner enteignet. 1944 errichtete die deutsche Wehrmacht in Klutschow ein Uniformdepot, das im letzten Kriegsjahr bombardiert wurde. Seit 1961 gehört die Gemeinde zum Okres Kolín, zugleich wurde Lstiboř eingemeindet. 1974 wurde Skramníky einschließlich Žhery angeschlossen. Heute ist die Gemeinde ein landwirtschaftlich geprägter Ort. Seit 2007 wird Klučov von der Esko Prag mit der Strecke S1 Praha Masarykovo nádraží–Kolín angefahren.

## Gemeindegliederung
Die Gemeinde Klučov besteht aus den Ortsteilen Klučov (Klutschow), Lstiboř (Elstiborsch), Skramníky (Skramnik, Skrabnik) und Žhery (Scher).

## Sehenswürdigkeiten
- Kirche Johannes des Täufers in Skramníky, das aus dem 14. Jahrhundert stammende frühgotische Kirchlein mit wuchtigem Glockenturm wurde 1906 wegen Verfalls abgetragen und originalgetreu wiedererrichtet
- Statue des heiligen Johannes von Nepomuk, aufgestellt 1715 bei der Kirche in Skramníky, geschaffen von Johann Brokoff[4]
- Kapelle in Žhery, errichtet 1868
- barocke Kirche Mariä Himmelfahrt in Lstiboř
- Reste einer slawischen Burgstätte auf der Zeit um 750 am Hügel Na Ptáčku am nördlichen Ortsrand von Klučov